# Campeonato Uruguaio de Futebol de 1997
O Campeonato Uruguaio de Futebol de 1997 foi a 66ª edição da era profissional do Campeonato Uruguaio. A competição ocorreu no formato de Apertura e Clausura, onde as equipes se enfrentaram em ambos os torneios no sistema de todos contra todos, em um único turno. Os vencedores de cada torneio se enfrentariam na decisão, mas como o Peñarol foi o clube com o melhor desempenho na tabela acumulada e não ganhou nenhum torneio, disputou uma semifinal com o Nacional (campeão do Torneio Apertura e quarto colocado na tabela acumulada) a fim de definir quem disputaria a final do campeonato com o Defensor Sporting, campeão do Torneio Clausura e dono da segunda melhor campanha na tabela acumulada. Após bater o Nacional na semifinal e o Defensor Sporting na final, o Peñarol sagrou-se campeão.

## Classificação

### Torneio Apertura
O Torneio Apertura começou em 1º de março e terminou em 25 de maio.
| Pos | Equipe            | Pts | J  | V | E | D | GP | GC | SG  |
| --- | ----------------- | --- | -- | - | - | - | -- | -- | --- |
| 1º  | Nacional          | 25  | 11 | 8 | 1 | 2 | 26 | 11 | 15  |
| 2º  | River Plate       | 22  | 11 | 6 | 4 | 1 | 24 | 14 | 10  |
| 3º  | Peñarol           | 21  | 11 | 6 | 3 | 2 | 22 | 11 | 11  |
| 4º  | Defensor Sporting | 20  | 11 | 6 | 2 | 3 | 20 | 11 | 9   |
| 5º  | Liverpool         | 19  | 11 | 5 | 4 | 2 | 15 | 13 | 2   |
| 6º  | Rampla Juniors    | 14  | 11 | 4 | 2 | 5 | 12 | 18 | -6  |
| 7º  | Wanderers         | 13  | 11 | 3 | 4 | 4 | 12 | 13 | -1  |
| 8º  | Huracán Buceo     | 13  | 11 | 4 | 1 | 6 | 15 | 19 | -4  |
| 9º  | Danubio           | 13  | 11 | 4 | 1 | 6 | 10 | 14 | -4  |
| 10º | Rentistas         | 8   | 11 | 2 | 2 | 7 | 4  | 19 | -15 |
| 11º | Cerro             | 7   | 11 | 1 | 4 | 6 | 8  | 15 | -7  |
| 12º | Racing            | 7   | 11 | 1 | 4 | 6 | 8  | 18 | -10 |

|  | Campeão do Torneio Apertura e classificado à semifinal. |

### Torneio Clausura
O Torneio Clausura começou em 26 de julho e terminou em 2 de novembro.
| Pos | Equipe            | Pts | J  | V | E | D | GP | GC | SG |
| --- | ----------------- | --- | -- | - | - | - | -- | -- | -- |
| 1º  | Defensor Sporting | 24  | 11 | 7 | 3 | 1 | 16 | 9  | 7  |
| 2º  | Peñarol           | 23  | 11 | 7 | 2 | 2 | 29 | 15 | 14 |
| 3º  | River Plate       | 19  | 11 | 6 | 1 | 4 | 12 | 11 | 1  |
| 4º  | Liverpool         | 18  | 11 | 4 | 6 | 1 | 15 | 13 | 2  |
| 5º  | Cerro             | 15  | 11 | 4 | 3 | 4 | 16 | 13 | 3  |
| 6º  | Nacional          | 15  | 11 | 4 | 3 | 4 | 20 | 18 | 2  |
| 7º  | Huracán Buceo     | 15  | 11 | 4 | 3 | 4 | 12 | 13 | -1 |
| 8º  | Rentistas         | 14  | 11 | 4 | 2 | 5 | 10 | 18 | -8 |
| 9º  | Wanderers         | 12  | 11 | 3 | 3 | 5 | 9  | 13 | -4 |
| 10º | Racing            | 12  | 11 | 3 | 3 | 5 | 14 | 19 | -5 |
| 11º | Rampla Juniors    | 9   | 11 | 2 | 3 | 6 | 12 | 14 | -2 |
| 12º | Danubio           | 4   | 11 | 0 | 4 | 7 | 13 | 22 | -9 |

|  | Campeão do Torneio Clausura e classificado à final. |

### Tabela acumulada
| Pos | Equipe            | Pts | J  | V  | E  | D  | GP | GC | SG  |
| --- | ----------------- | --- | -- | -- | -- | -- | -- | -- | --- |
| 1º  | Peñarol           | 44  | 22 | 13 | 5  | 4  | 51 | 26 | 25  |
| 2º  | Defensor Sporting | 44  | 22 | 13 | 5  | 4  | 36 | 20 | 16  |
| 3º  | River Plate       | 41  | 22 | 12 | 5  | 5  | 36 | 25 | 11  |
| 4º  | Nacional          | 40  | 22 | 12 | 4  | 6  | 46 | 29 | 17  |
| 5º  | Liverpool         | 37  | 22 | 9  | 10 | 3  | 30 | 26 | 4   |
| 6º  | Huracán Buceo     | 28  | 22 | 8  | 4  | 10 | 27 | 32 | -5  |
| 7º  | Wanderers         | 25  | 22 | 6  | 7  | 9  | 21 | 26 | -5  |
| 8º  | Rampla Juniors    | 23  | 22 | 6  | 5  | 11 | 24 | 32 | -8  |
| 9º  | Cerro             | 22  | 22 | 5  | 7  | 10 | 24 | 28 | -4  |
| 10º | Rentistas         | 22  | 22 | 6  | 4  | 12 | 14 | 37 | -23 |
| 11º | Racing            | 19  | 22 | 4  | 7  | 11 | 22 | 37 | -15 |
| 12º | Danubio           | 17  | 22 | 4  | 5  | 13 | 23 | 36 | -13 |

|  | Classificados à semifinal e à Liguilla Pré-Libertadores. |
|  | Classificado à final e à Liguilla Pré-Libertadores.      |
|  | Classificados à Liguilla Pré-Libertadores.               |
|  | Rebaixados à Segunda Divisão.                            |
|  | Disputa os playoffs de acesso e descenso.                |

Promovidos para a próxima temporada: Bella Vista e Villa Española.

## Playoffsde acesso e descenso

### Primeira partida
| 7 de dezembro de 1997 | Progreso           | 2 – 2     | Rentistas                   | Estádio Centenário, Montevidéu          |
|                       | Chilindrón 20' 22' | Relatório | González 44' · da Silva 77' | Público: 5 000 Árbitro: Jorge Larrionda |

### Segunda partida
| 10 de dezembro de 1997 | Rentistas                                | 3 – 1     | Progreso     | Estádio Centenário, Montevidéu         |
|                        | Pedrucci 4' · Centurión 75' · Suárez 89' | Relatório | Canobbio 80' | Público: 4 000 Árbitro: Gustavo Méndez |

## Fase final

### Semifinal
| 5 de novembro de 1997 | Peñarol                                 | 3 – 2     | Nacional               | Estádio Centenário, Montevidéu        |
|                       | Zalayeta 61' · Romero 65' · de Lima 77' | Relatório | 38' Sosa · 47' Zalazar | Público: 65 000 Árbitro: Daniel Bello |

### Final

#### Primeira partida
| {{{data}}} | Peñarol    | 1 – 0                        | Defensor Sporting | Estádio Centenário, Montevidéu            |
|            | García 38' | data = 9 de novembro de 1997 |                   | Público: 55 000 Árbitro: Gustavo Gallesio |

#### Segunda partida
| {{{data}}} | Peñarol                                     | 3 – 0                         | Defensor Sporting | Estádio Centenário, Montevidéu        |
|            | 30' Bengoechea · 80' Pacheco · 88' Zalayeta | data = 12 de novembro de 1997 |                   | Público: 55 245 Árbitro: Saúl Feldman |

## Liguilla Pré-Libertadores da América
A Liguilla Pré-Libertadores da América de 1997 foi a 24ª edição da história da Liguilla Pré-Libertadores, competição disputada entre as temporadas de 1974 e 2008–09, a fim de definir quais seriam os clubes representantes do futebol uruguaio nas competições da CONMEBOL. O torneio de 1997 consistiu em uma competição com dois grupos, onde as equipes se enfrentaram em turno único no sistema de todos contra todos, em que os dois melhores de cada grupo avançaram à semifinal. O vencedor foi o Peñarol, que bateu o Nacional na final e obteve seu 11º título da Liguilla.

### Classificação da Liguilla

#### Primeira fase

##### Grupo A
| Pos | Equipe            | Pts | J | V | E | D | GP | GC | SG  |
| --- | ----------------- | --- | - | - | - | - | -- | -- | --- |
| 1º  | Peñarol           | 9   | 3 | 3 | 0 | 0 | 9  | 2  | 7   |
| 2º  | River Plate       | 4   | 3 | 1 | 1 | 1 | 11 | 5  | 6   |
| 3º  | Defensor Sporting | 4   | 3 | 1 | 1 | 1 | 5  | 3  | 2   |
| 4º  | Río Negro         | 0   | 3 | 0 | 0 | 3 | 1  | 16 | -15 |

|  | Classificados às semifinais. |

##### Grupo B
| Pos | Equipe         | Pts | J | V | E | D | GP | GC | SG |
| --- | -------------- | --- | - | - | - | - | -- | -- | -- |
| 1º  | Nacional       | 9   | 3 | 3 | 0 | 0 | 10 | 1  | 9  |
| 2º  | Huracán Buceo  | 6   | 3 | 2 | 0 | 1 | 7  | 5  | 2  |
| 3º  | Liverpool      | 3   | 3 | 1 | 0 | 2 | 4  | 6  | -2 |
| 4º  | Punta del Este | 0   | 3 | 0 | 0 | 3 | 2  | 11 | -9 |

|  | Classificados às semifinais. |

#### Fase final

##### Semifinais da Liguilla
| {{{data}}} | Peñarol      | 1 – 0                         | Huracán Buceo |  |
|            | Zalayeta 42' | data = 1º de dezembro de 1997 |               |  |

| {{{data}}} | Nacional      | 1 – 1                        | River Plate    |  |
|            | Delgado 90+3' | data = 2 de dezembro de 1997 | Gaglianone 47' |  |

|  |       | Penalidades |
|  | 4 – 2 |             |

##### Final da Liguilla
| {{{data}}} | Peñarol                      | 3 – 1                        | Nacional | Estádio Centenário, Montevidéu        |
|            | Zalayeta 2' 83' · Romero 32' | data = 5 de dezembro de 1997 | Sosa 42' | Público: 36 000 Árbitro: Jorge Nieves |

- Peñarol e Nacional classificados à Copa Libertadores da América de 1998
- Huracán Buceo e River Plate classificados à Copa CONMEBOL de 1998.

## Premiação
| Campeonato Uruguaio de 1997  |
| ---------------------------- |
| Peñarol Campeão (45º título) |